# Adam Idah
Adam Idah (Cork, 11 de fevereiro de 2001) é um futebolista profissional irlandês que joga como atacante no Celtic, clube da Scottish Premiership, e na seleção da República da Irlanda.

## Início de Carreira
Idah nasceu em Cork e cresceu na cidade, frequentando a Douglas Community School. Ele começou a jogar futebol pelo College Corinthians em 2007, aos seis anos de idade. Ele permaneceu no Corinthians por dez anos, progredindo nas categorias de base antes de ingressar no Norwich City como bolsista da academia em 2017. Em sua primeira temporada no Norwich, Idah jogou na Professional Development League no time sub-18 da Premier League do Norwich, marcando nove gols em 15 jogos. Ele completou um hat-trick de 10 minutos contra o Barnsley na FA Youth Cup antes de marcar outro hat-trick contra o Tottenham Hotspur na liga sub-18. No final da temporada, Idah ganhou os prêmios de jogador da temporada do Norwich Sub-18 e de jogador do ano da academia.
Durante sua segunda temporada no Norwich, Idah foi produtivo na equipe juvenil. Ele jogou no time sub-23 do clube na Premier League 2, marcando 12 gols em 19 jogos. No final da temporada, Idah foi um dos oito indicados para jogador da temporada da Premier League 2. Em 4 de julho de 2019, ele assinou seu primeiro contrato profissional com o clube, assinando um contrato até 2023. Na pré-temporada de 2019, Idah treinou com o time principal e foi escolhido para fazer parte do elenco do Norwich em sua turnê de pré-temporada na Alemanha. No primeiro jogo da turnê, ele entrou como substituto no empate em 2 a 2 com o Arminia Bielefeld, iniciando seu primeiro jogo profissional pelo Norwich três dias depois, no amistoso contra o Bonner SC, marcando dois gols. Idah participou novamente do último jogo da turnê do Norwich, entrando como reserva contra o Schalke 04.

## Carreira Profissional
Idah fez sua primeira partida na equipe principal em 27 de agosto de 2019, jogando os 90 minutos completos na derrota do Norwich por 1 a 0 para o Crawley Town na EFL Cup. Ele fez sua estreia na Premier League como reserva contra o Crystal Palace em 1º de janeiro de 2020, antes de iniciar a partida da terceira rodada da FA Cup 2019-20 do Norwich contra o Preston North End em 4 de janeiro, fazendo sua estreia na FA Cup. Ele marcou seu primeiro hat-trick profissional na partida, sua terceira partida como profissional pelo Norwich. Em 15 de janeiro de 2022, Idah marcou seu primeiro gol na Premier League pelo Norwich City em uma vitória por 2 a 1 contra o Everton. Foi sua primeira partida pelo Norwich City na Premier League e sua primeira partida pelos Canários em Carrow Road.
Idah foi emprestado ao Celtic no dia 1 de fevereiro de 2024.

## Carreira Internacional
Idah nasceu em Cork, filho de pai nigeriano e mãe irlandesa. Ele foi jogador da seleção juvenil da Irlanda. Após o hat-trick de Idah pelo Norwich City contra o Preston North End em 4 de janeiro de 2020, o técnico da Irlanda, Mick McCarthy, deu a entender que Idah poderia em breve se naturalizar, comentando: "Ele pode ter acabado de ganhar uma", enquanto trabalhava como comentarista para a cobertura da partida pela BT Sport. Em 24 de agosto de 2020, Idah foi convocado pela primeira vez para a seleção principal da República da Irlanda para os jogos da Liga das Nações da UEFA contra a Bulgária e a Finlândia, naquela que foi a primeira convocação de Stephen Kenny, seu técnico na categoria sub-21, como técnico principal.
Em 3 de setembro de 2020, em sua primeira convocação para a equipe principal, ele fez sua estreia no empate em 1 a 1 com a Bulgária na Liga das Nações da UEFA de 2020-21.
Em 19 de junho de 2023, ele marcou seu primeiro gol pela Irlanda em uma vitória por 3 a 0 contra Gibraltar em uma partida das eliminatórias da UEFA Euro 2024.
Em 10 de setembro de 2023, ele marcou seu segundo gol pela Irlanda em uma derrota por 2 a 1 contra a Holanda em uma partida das eliminatórias da UEFA Euro 2024.

## Estatísticas de Carreira

### Clube
- Atualizado até jogo disputado em 28 de janeiro de 2024[2]

| Clube             | Temporada         | Liga              | Liga     | Liga | Copa da Inglaterra | Copa da Inglaterra | EFL Cup  | EFL Cup | Outro    | Outro | Total    | Total |
| Clube             | Temporada         | Divisão           | Partidas | Gols | Partidas           | Gols               | Partidas | Gols    | Partidas | Gols  | Partidas | Gols  |
| ----------------- | ----------------- | ----------------- | -------- | ---- | ------------------ | ------------------ | -------- | ------- | -------- | ----- | -------- | ----- |
| Norwich City      | 2019–20           | Premier League    | 12       | 0    | 3                  | 3                  | 1        | 0       | -        | -     | 16       | 3     |
| Norwich City      | 2020–21           | Championship      | 17       | 3    | 0                  | 0                  | 0        | 0       | -        | -     | 17       | 3     |
| Norwich City      | 2021–22           | Premier League    | 17       | 1    | 2                  | 0                  | 2        | 0       | -        | -     | 21       | 1     |
| Norwich City      | 2022–23           | Championship      | 25       | 2    | 1                  | 0                  | 1        | 1       | -        | -     | 27       | 3     |
| Norwich City      | 2023–24           | Championship      | 28       | 6    | 3                  | 1                  | 3        | 0       | -        | -     | 34       | 7     |
| Total na Carreira | Total na Carreira | Total na Carreira | 99       | 12   | 9                  | 4                  | 7        | 1       | -        | -     | 115      | 17    |

- Atualizado até jogo disputado em 21 November 2023[3]

| Seleção Nacional     | Ano   | Partidas | Gols |
| -------------------- | ----- | -------- | ---- |
| República da Irlanda | 2020  | 5        | 0    |
| República da Irlanda | 2021  | 8        | 0    |
| República da Irlanda | 2023  | 9        | 3    |
| Total                | Total | 22       | 3    |

Pontuações e resultados listam primeiro a contagem de gols da República da Irlanda.
| Não. | Data                   | Local                          | Adversário                        | Pontuação | Resultado | Competição                  |
| ---- | ---------------------- | ------------------------------ | --------------------------------- | --------- | --------- | --------------------------- |
| 1    | 19 de junho de 2023    | Estádio Aviva, Dublin, Irlanda | Gibraltar</img> Gibraltar         | 3–0       | 3–0       | Qualificação UEFA Euro 2024 |
| 2    | 10 de setembro de 2023 | Estádio Aviva, Dublin, Irlanda | Países Baixos</img> Países Baixos | 1–0       | 1–2       | Qualificação UEFA Euro 2024 |
| 3    | 21 de novembro de 2023 | Estádio Aviva, Dublin, Irlanda | Nova Zelândia</img> Nova Zelândia | 1–0       | 1–1       | Amigável                    |

## Títulos
Norwich City
- EFL Championship: 2020–21

Celtic
- Campeonato Escocês: 2023–24 e 2024–25
- Copa da Escócia: 2023–24
- Copa da Liga Escocesa: 2024–25